# Dublinförordningen
Dublinförordningen, eller förordning (EU) nr 604/2013 (tidigare förordning (EG) nr 343/2003), är en europeisk förordning som reglerar vilken medlemsstat som är ansvarig för att pröva en asylansökan inom Europeiska unionen. Förordningen utgör en viktig del av den gemensamma asylpolitiken. Den utfärdades ursprungligen av Europeiska unionens råd den 18 februari 2003, trädde i kraft den 17 mars 2003 och ersatte då Dublinkonventionen från 1990. En omarbetning av förordningen, förordning (EU) nr 604/2013, antogs av Europaparlamentet och rådet den 26 juni 2013 och ersatte den ursprungliga Dublinförordningen den 1 januari 2014.
Dublinförordningen fastställer en rad kriterier och mekanismer för att avgöra vilken medlemsstat som är ansvarig för att pröva en asylansökan inom unionen. En grundläggande princip är att en asylsökande endast kan få sin ansökan prövad i en av medlemsstaterna, vanligtvis i den där den asylsökande först reste in till unionen.
Förordningen är direkt tillämplig inom hela Europeiska unionen, utom i Danmark. Därutöver är den även tillämplig i Danmark, Island och Norge samt Liechtenstein och Schweiz genom mellanstatliga avtal.
Dublinförordningen är en av unionens mest kända rättsakter och har sedan sin tillkomst varit en av de mest omdiskuterade frågorna inom unionens asylpolitik. Den har bland annat kritiserats för att snedvrida fördelningen av asylsökande mellan medlemsstaterna och begränsa asylsökandes möjligheter till att få sin asylrätt prövad. Under 2019 genomfördes över 20 000 överföring av asylsökande genom förordningen.

## Tillkomst och genomförande
Dublinförordningen grundar sig på Dublinkonventionen, som undertecknades i Dublin, Irland, den 15 juni 1990 av företrädare för de dåvarande tolv medlemsstaterna inom Europeiska gemenskaperna, det vill säga Belgien, Danmark, Frankrike, Grekland, Irland, Italien Luxemburg, Nederländerna, Portugal, Spanien, Storbritannien och Västtyskland. Syftet med konventionen var att upprätta ett gemensamt system för att avgöra vilken av medlemsstaterna som var ansvarig för att pröva en asylansökan inom gemenskaperna. Detta sågs som en nödvändighet i ljuset av Schengensamarbetet, som var på väg att leda till borttagandet av de inre gränskontrollerna mellan medlemsstaterna. För att förhindra asylsökande från att kunna röra sig fritt över gränserna och söka asyl i flera medlemsstater antogs konventionen. Konventionen trädde i kraft den 1 september 1990. Finland, Sverige och Österrike anslöt sig till konventionen efter att de hade blivit medlemmar i Europeiska unionen den 1 januari 1995; konventionen trädde i kraft den 1 oktober 1997 för Sverige och Österrike och den 1 januari 1998 för Finland. Under 2001 anslöt sig även Island och Norge genom ett mellanstatligt avtal med unionen.

### Dublin II-förordningen
Dublinkonventionen antogs utanför Europeiska gemenskapernas ramar eftersom gemenskaperna inte hade någon befogenhet att lagstifta inom asylfrågor. Genom Maastrichtfördraget, som trädde i kraft den 1 november 1993, bildades Europeiska unionen med befogenhet att anta vissa asylpolitiska beslut. Amsterdamfördraget, som trädde i kraft den 1 maj 1999, fördjupade det asylpolitiska samarbetet och överförde det till överstatlig nivå. Europeiska rådet enades vid sitt toppmöte i Tammerfors, Finland, den 15–16 oktober 1999 om att inrätta ett gemensamt europeiskt asylsystem inom unionen. Den 26 juli 2001 presenterade Europeiska kommissionen ett förslag till en förordning som skulle ersätta Dublinkonventionen och på så sätt införliva de tidigare bestämmelserna inom unionens ramar. Förordningen (som även är känd som Dublin II-förordningen) antogs av Europeiska unionens råd den 18 februari 2003, offentliggjordes i Europeiska unionens officiella tidning den 25 februari 2003 och trädde i kraft den 17 mars 2003. Den ersatte då Dublinkonventionen.

### Dublin III-förordningen
Den 3 december 2008 presenterade kommissionen ett förslag till omarbetning av Dublinförordningen. Syftet var att i stora delar behålla den tidigare förordningen, men att ändra vissa delar för att dels förbättra systemets effektivitet, dels stärka de asylsökandes rättssäkerhet. Efter flera års förhandlingar antogs den nya förordningen (som även är känd som Dublin III-förordningen) av Europaparlamentet och Europeiska unionens råd den 26 juni 2013. Förordningen offentliggjordes i Europeiska unionens officiella tidning den 29 juni 2013 och trädde i kraft den 19 juli 2013. Den blev tillämplig dock först den 1 januari 2014, då den även ersatte Dublin II-förordningen.

### Dublin IV-förordningen
I samband med migrationskrisen i Europa 2015 utsattes det europeiska asylsystemet för ett stort antal asylsökande. Dublinförordningen innebar att vissa medlemsstater blev särskilt utsatta, inte minst Grekland, eftersom de flesta asylsökande reste in till unionen från Turkiet eller över Medelhavet. Dublinförordningen ifrågasattes följaktligen av ledande politiker runt om i Europa, däribland av Tysklands förbundskansler Angela Merkel, Italiens dåvarande utrikesminister Paolo Gentiloni och Österrikes dåvarande utrikesminister Sebastian Kurz. Mellan augusti och november 2015 avbröt tyska myndigheter överföringen av syriska flyktingar som annars skulle ha skett enligt Dublinförordningen.
Mot bakgrund av vad många uppfattade som ett misslyckande för Dublinsystemet presenterade Europeiska kommissionen ett förslag till ändring av Dublinförordningen den 9 september 2015. Förslaget innefattade en ny omplaceringsmekanism som skulle kunna aktiveras i krislägen och på så sätt avlasta medlemsstater med många asylsökande. En sådan omplaceringsmekanism mötte dock stort motstånd från vissa medlemsstater, särskilt Visegradländerna Polen, Slovakien, Tjeckien och Ungern. Den 4 maj 2016 föreslog kommissionen en ny omarbetning av Dublinförordningen. För att kunna antas var båda förslagen tvungna att godkännas av både Europaparlamentet och Europeiska unionens råd i enlighet med det ordinarie lagstiftningsförfarandet. Efter flera års förhandlingar hade förslagen fortfarande inte antagits, och kommissionen beslutade följaktligen att dra tillbaka dem i april 2021.
Vid sitt tal om tillståndet i unionen 2020 meddelade kommissionsordförande Ursula von der Leyen att Dublinförordningen kommer att ersättas av ett nytt regelverk. Den 23 september 2020 presenterades förslaget till nytt regelverk, som är en uppdatering av förslaget från 2016. En stor skillnad mot 2016 års förslag är dock att Dublinförordningen föreslås upphävas och ersättas av en ny förordning som kommer innebära ett helt nytt system för att fördela asylsökande.

## Rättslig grund
Dublinförordningen fastställer kriterier och mekanismer för att avgöra vilken medlemsstat som har ansvaret för att pröva en ansökan om asyl eller subsidiärt skydd. Den nuvarande Dublinförordningen antogs med artikel 78.2 e i fördraget om Europeiska unionens funktionssätt som rättslig grund:
| ” | 2. Vid tillämpning av punkt 1 ska Europaparlamentet och rådet i enlighet med det ordinarie lagstiftningsförfarandet besluta om åtgärder om ett gemensamt europeiskt asylsystem som omfattar (...) e) kriterier och mekanismer för att avgöra vilken medlemsstat som har ansvaret för att pröva en ansökan om asyl eller subsidiärt skydd, (...) | „ |
| – Artikel 48.2 e i fördraget om Europeiska unionens funktionssätt efter Lissabonfördragets ikraftträdande | |   |

## Innehåll och bestämmelser
I korthet innebär Dublinförordningen att en asylsökande inom Europeiska unionen inte själv kan välja vilken medlemsstat som ska pröva hans eller hennes asylansökan. Den ansvariga medlemsstaten fastställs istället genom ett antal kriterier som återfinns i förordningen. Förordningen fastställer även en mekanism för hur asylsökande ska överföras mellan medlemsstaterna. Samtidigt innehåller förordningen en rad bestämmelser som syftar till att säkerställa att den asylsökandes grundläggande rättigheter alltid respekteras i enlighet med stadgan om de grundläggande rättigheterna.

### Kriterier för att fastställa ansvarig medlemsstat
Dublinförordningen fastställer kriterier för att avgöra vilken medlemsstat som ska ansvara för att pröva en asylansökan. Den ansvariga medlemsstaten bestäms utifrån en prioritetsordning på grundval av situationen vid tidpunkten då den asylsökande först lämnade in en asylansökan i en medlemsstat. Databasen Eurodac, som innehåller fingeravtrycken av alla registrerade asylsökande, utgör en central del i fastställandet av vilken medlemsstat som är ansvarig för att pröva en asylansökan.

#### Asylsökande med familjemedlemmar i en annan medlemsstat
Enligt Dublinförordningen ska asylsökande i första hand tillåtas återförenas med eventuella familjemedlemmar som redan befinner sig i någon av medlemsstaterna. De första kriterierna i Dublinförordningen avspeglar just detta:
1. Asylansökan ska prövas av medlemsstaten där familjemedlemmar redan har beviljats asyl. Om en familjemedlem till den asylsökande redan har beviljats asyl i en medlemsstat, ska den medlemsstaten ansvara för prövningen av asylansökan, om de berörda personerna skriftligen uttryckt önskemål om detta.
2. Asylansökan ska prövas av medlemsstaten där familjemedlemmar redan har ansökt om asyl. Om en familjemedlem till den asylsökande befinner sig i en medlemsstat och har lämnat in en asylansökan i den medlemsstaten som ännu inte blivit föremål för ett första beslut, ska den medlemsstaten ansvara för prövningen av asylansökan, om de berörda personerna skriftligen uttryckt önskemål om detta.
Enligt förordningen ska familjemedlem till en asylsökande förstås som någon av följande personer
- Den asylsökandes make eller maka eller ogifta partner i ett varaktigt förhållande, om lag eller praxis i den berörda medlemsstaten behandlar ogifta par som jämställda med gifta par i sin nationella rätt avseende tredjelandsmedborgare.
- Underåriga barn till sådana par eller till den asylsökande, förutsatt att de är ogifta och oavsett om de är födda inom eller utom äktenskapet eller adopterade enligt nationell rätt.
- Om den asylsökande är underårig och ogift, fadern, modern eller en annan vuxen som ansvarar för den asylsökande enligt lag eller praxis i den medlemsstat där den vuxna befinner sig.
- Om den person som beviljats asyl är underårig och ogift, fadern, modern eller en annan vuxen som ansvarar för denne antingen enligt lag eller praxis i den medlemsstat där den person som beviljats asyl befinner sig.

#### Första asylland
Om den asylsökande inte har några familjemedlemmar i någon av medlemsstaterna enligt de första två kriterierna, ska som huvudprincip den medlemsstat där den asylsökande har ett giltigt uppehållstillstånd eller visering alternativt den medlemsstat där den asylsökande lagligen eller olagligen först reste in i unionen pröva ansökan. Detta är även känt som principen om första asylland och avspeglas i de resterande kriterierna i Dublinförordningen.
3. Asylansökan ska prövas av medlemsstaten som utfärdade uppehållstillstånd eller visering. Om den asylsökande har ett giltigt uppehållstillstånd eller ett giltigt visum, ska den medlemsstat som utfärdat uppehållstillståndet eller visumet ansvara för prövningen av asylansökan.
4. Asylansökan ska prövas av medlemsstaten där den första gränsen till Dublinstaterna passerades olagligen. Om det har fastställts att den asylsökande utan tillstånd har passerat gränsen till en medlemsstat landvägen, sjövägen eller luftvägen från ett tredjeland under de senaste tolv månaderna, ska den medlemsstat där inresan ägt rum ansvara för prövningen av asylansökan. Om detta kriterium inte uppfylls av någon medlemsstat, ska asylansökan istället prövas i den medlemsstat där den asylsökande kan fastställas ha befunnit sig i minst 5 månader. Om den asylsökande har vistats under tidsperioder på minst fem månader i flera medlemsstater, ska den medlemsstat där den asylsökande har vistats längst ansvara för prövningen av asylansökan.
5. Asylansökan ska prövas av medlemsstaten där visumfri inresa har skett. Om en asylsökande har rest in i en medlemsstat där han eller hon inte behöver visering ska den medlemsstaten ansvara för prövningen av asylansökan.
6. Asylansökan ska prövas av medlemsstaten där ansökan skett på det internationella transitområdet på en flygplats. Om en ansökan om asylansökan görs på det internationella transitområdet på en flygplats i en medlemsstat ska den medlemsstaten ansvara för prövningen.
7. Asylansökan ska prövas av medlemsstaten där ansökan gjorts. Om inget av ovanstående kriterier kan fastställas, är det den medlemsstat där ansökan har inlämnats som ansvarar för att pröva asylansökan.

#### Ensamkommande barn
För ensamkommande barn gäller särskilda bestämmelser. I dessa fall ska i första hand barnet få återförenas med sin familj eller släkt, förutsatt att det är för den underåriges bästa. Om barnet saknar familj eller släkt i medlemsstaterna, ska den medlemsstat där asylansökan lämnades in behandla ansökan.

#### Diskretionär bedömning
Enligt Dublinförordningen får varje medlemsstat som har mottagit en asylansökan välja att själv pröva den, även om en annan medlemsstat egentligen skulle vara ansvarig för prövningen enligt förordningens kriterier. Förordningen innebär inga förpliktelser för en medlemsstat att överlåta en asylsökande till andra medlemsstater.

### Rättssäkerhetsgarantier
I enlighet med stadgan om de grundläggande rättigheterna får en medlemsstat inte överföra en asylsökande till en annan medlemsstat om det finns välgrundade skäl att anta att det medför en risk för omänsklig eller förnedrande behandling i den mottagande medlemsstaten. Brister i det nationella asylsystemet i flera medlemsstater har inneburit att överföringen av asylsökande enligt Dublinförordningen periodvis har blockerats till dessa medlemsstater. Det gäller framför allt Grekland och Ungern, men även i vissa fall Bulgarien, Italien och Kroatien. Ytterst är det de nationella myndigheterna, under överinseende av domstolarna, som bedömer om en överföring är lagenlig. Domstolarna kan i sin tur begära ett förhandsavgörande från EU-domstolen om tolkningen av unionsrätten, däribland Dublinförordningen.
EU-domstolen har bland annat konstaterat att asylsökande som söker asyl i flera medlemsstater vid varje ansökan har rätt att bli informerade om sina rättigheter och delta i en personlig intervju med de nationella myndigheterna. Detta eftersom det bland annat kan framkomma information som är avgörande för vilken medlemsstat som är ansvarig för asylprövningen. En medlemsstats myndigheter behöver däremot inte ta hänsyn till riskerna för att en asylsökande som skickas tillbaka till en annan medlemsstat kommer att utvisas till ett tredjeland, förutom i de fall det finns skäl att anta att den andra medlemsstat har systematiska brister i sitt nationella asylsystem. Skillnader mellan medlemsstaterna i synen på vilka tredjeländer som ska anses vara säkra för utvisning utgör inte ett skäl för en medlemsstat att vägra överföring av asylsökande till andra medlemsstater.

#### Avbrutna överföringar av asylsökande

##### Grekland
| Ett flyktingläger på ön Chios i Grekland, där bestående brister i det nationella asylsystemet har förekommit. |  | Ett flyktingläger på ön Chios i Grekland, där bestående brister i det nationella asylsystemet har förekommit. |
| Ett flyktingläger på ön Chios i Grekland, där bestående brister i det nationella asylsystemet har förekommit. |  | |

Som en av de medlemsstater som direkt gränsar mot regioner varifrån många asylsökande kommer har Grekland under en längre tid haft ett stort antal asylsökande. Samtidigt har det nationella asylsystemet präglats av bestående brister i mottagandet av asylsökande. Både FN:s flyktingkommissariat (UNHCR) och Europarådet kritiserade under 2010 överföringen av asylsökande till Grekland, som de menade kränkte de asylsökandes grundläggande rättigheter. Bland annat förekom uppgifter om att ensamkommande barn låstes in i strid med europeisk och internationell rätt.
Under 2011 konstaterade Europadomstolen och Europeiska unionens domstol i var sin dom att det grekiska asylsystemet hade omfattande systembrister som medförde kränkningar av de grundläggande rättigheterna för de asylsökande. Till följd av detta upphörde alla överföringar av asylsökande från övriga medlemsstater till Grekland. Sedan tidigare hade bland annat Island, Nederländerna, Norge, Storbritannien, Sverige och Tyskland stoppat sina överföringar.
Den grekiska regeringen åtog sig att åtgärda bristerna i sitt asylsystem. En omarbetad handlingsplan för asylreform och migrationshantering presenterades i januari 2013. Den 1 oktober 2015 antog regeringen en färdplan för hur asylsystemet skulle reformeras. Under 2015 utsattes dock Greklands asylsystem för ytterligare påfrestningar i samband med migrationskrisen i Europa. De systematiska bristerna bestod, dels i mottagandet av asylsökande, dels genom att många asylsökande inte registrerades. Det sistnämnda ledde till att ett stort antal asylsökande vandrade vidare från Grekland, via västra Balkan, till bland annat Österrike, Tyskland och Sverige.
Mot bakgrund av detta inledde Europeiska kommissionen flera överträdelseförfaranden mot Grekland, bland annat gällande mottagandedirektivet. Kommissionen antog också tre rekommendationer under 2016 om hur det grekiska asylsystemet borde reformeras för att möjliggöra att återupptagande av överföringen av asylsökande enligt Dublinförordningen. I en fjärde rekommendation i december 2016 gav kommissionen klartecken till övriga medlemsstater att återuppta överföringen av asylsökande till Grekland. Flera medlemsstater återupptog sina överföringar till följd av detta.
Även efter 2016 har det förekommit kritik mot det grekiska asylsystemet. Nationella domstolar i bland annat Nederländerna och Tyskland har villkorat överföringen av asylsökande med att det görs en ingående bedömning av hur de asylsökande behandlas i Grekland, både under och efter asylprocessen.

##### Ungern
Även Ungerns nationella asylsystem har kritiserats för att bryta mot de asylsökandes grundläggande rättigheter. Under 2016 stoppades Migrationsverket av  Migrationsdomstolen från att överföra asylsökande från Sverige till Ungern på grund av att det ungerska asylsystemet inte ansågs vara tillräckligt rättssäkert. FN:s flyktingkommissariat (UNHCR) kritiserade det ungerska asylsystemet i april 2017. Den 11 april 2017 upphörde även Tyskland med sina överföringar till Ungern. Sedan 2017 har ytterst få överföringar av asylsökande skett till Ungern.

## Territoriellt tillämpningsområde
|  | Medlemsstater där förordningen är direkt tillämplig som unionsrätt |

|  | Medlemsstater som omfattas av förordningen genom mellanstatliga avtal |

|  | Andra stater som omfattas av förordningen genom mellanstatliga avtal |

Dublinförordningen omfattar alla Europeiska unionens medlemsstater, utom Danmark, som unionsrätt, och Danmark, Island och Norge samt Liechtenstein och Schweiz genom mellanstatliga avtal med unionen. Storbritannien omfattades av förordningen fram till och med den 31 december 2020 i enlighet med avtalet om Storbritanniens utträde ur Europeiska unionen.

### Europeiska unionen och dess medlemsstater
I egenskap av förordning blev Dublinförordningen direkt tillämplig inom hela Europeiska unionen, utom i Danmark, den 17 mars 2003 och ersatte då Dublinkonventionen. Medlemsstaterna behövde således inte vidta några genomförandeåtgärder för att rättsakten skulle få rättslig effekt. Dublinförordningen är dock inte tillämplig i de franska yttersta randområdena Franska Guyana, Guadeloupe, Martinique, Mayotte och Réunion samt Saint-Martin, som även står utanför Schengensamarbetet. Den omarbetade Dublinförordningen från 2013 ersatte den ursprungliga förordningen den 1 januari 2014 inom samma territoriella område.
Irland och Storbritannien hade möjlighet att välja att inte omfattas av Dublinförordningen på grund av sina undantagsklausuler på området med frihet, säkerhet och rättvisa; de valde dock att omfattas av förordningen.

#### Danmark
I enlighet med unionens fördrag står Danmark genom en särskild undantagsklausul helt utanför området med frihet, säkerhet och rättvisa. Dublinförordningen gäller därför inte i Danmark som unionsrätt. Istället var den danska regeringen tvungen att sluta ett mellanstatligt avtal med unionen för att Dublinförordningen (och den tillhörande Eurodacförordningen) skulle bli rättsligt bindande för Danmark. Avtalet undertecknades den 10 mars 2005 och trädde i kraft den 1 april 2006. Fram till dess gällde Dublinkonventionen fortfarande för Danmarks del. Genom ett protokoll som fogades till avtalet den 27 mars 2019 och som trädde i kraft den 1 juni 2019 blev den omarbetade Dublinförordningen tillämplig i Danmark och ersatte därmed den ursprungliga Dublinförordningen även för Danmarks del.
Genom särskilda protokoll har Danmark även tillträtt de olika avtal som Europeiska unionen har ingått med Island och Norge samt Liechtenstein och Schweiz gällande Dublinförordningen och Eurodacförordningen.

### Övriga EES-stater och Schweiz
Island och Norge samt Liechtenstein och Schweiz omfattas av Dublinförordningen (och Eurodacförordningen) genom särskilda mellanstatliga avtal, vilket har varit en förutsättning för deras respektive anslutning till Schengensamarbetet.
Island och Norge ingick ett mellanstatligt avtal om Dublinkonventionen med Europeiska gemenskapen den 19 januari 2001. Avtalet trädde i kraft den 1 april 2001 och innebar att konventionen blev rättsligt bindande för Island och Norge, dock inte Svalbard. Avtalet innebar även att Dublinförordningen blev rättsligt bindande för Island och Norge när den trädde i kraft och ersatte Dublinkonventionen.
Schweiz ingick ett mellanstatligt avtal om Dublinförordningen med Europeiska gemenskapen den 26 oktober 2004. Avtalet trädde i kraft den 1 mars 2008 och innebar att Dublinförordningen blev rättsligt bindande för Schweiz. Avtalet tillät även Liechtenstein att ansluta sig till förordningen genom ett särskilt protokoll, vilket skedde den 1 maj 2011.